# Sleuthemis diplacoides
Sleuthemis diplacoides là loài chuồn chuồn trong họ Libellulidae. Loài này được Fraser mô tả khoa học đầu tiên năm 1951.